# Podlesie (powiat pyrzycki)
Podlesie – dawna osada położona w województwie zachodniopomorskim, w powiecie pyrzyckim, w gminie Przelewice. Urzędowo zniesiona w 2009.